# Легенда о седам лужичкосрпских краљева
Легенда о седам лужичкосрпских краљева (глсрп. legenda wo sydom serbskich kralow na Lubinje) легенда је о лужичкосрпским краљевима који су погинули у борби с Немцима и који спавају на брду Лубин, чекајући дан када ће бити позвани на „последњу битку” за ослобођење народа. Машта лужичкосрпског народа о особи која би могла повести у борбу за национално ослобођење је предмет неколико легенди.
Легенду је први пут објавио Х. Г. Греве 1839. године без извора у „Volkssagen und volksthümliche Denkmale der Lausitz”. К. А. Јенч у „Часопису Матице лужичкосрпске” (1849/50) објавио је чланак „Предање о лужичкосрпских краљева” (глсрп. „Powjesć wo serbskich kralach”), у којем је поновио причу Гревеа: седам лужичкосрпских краљева окупило се на савет на Лубину, великом брду близу Бауцена, да би збацити немачки јарам. Одлучили су да иду у рат. Ускоро, код Лубина, настала је битка у којој су погинули сви седам краљева. Покопани су са златним крунама на Лубину под једним великим каменом. Краљеви спавају, чекајући дан када ће бити позвани на „последњу битку” за ослобођење народа. Греве завршава: зли духови имају круне и тешко их је добити. Јенч завршава: тамо још данас почивају круне, чекајући боља времена и слободу лужичкосрпског народа. М. Циж 1850. године у новинама „Јутничка” (Jutnička) објавио је „Serbow bitwy pod lubinskej horu: do bitwy — po bitwje”. У књизи „Српство у поезији Лужичких Срба” (Београд, 1931) тако је изложена „стара бајка о српским краљевима који спавају под лубинском гором”: „Седам краљева има у његовим пећинама зачарани гроб… Али доћи ће дан кад ће се седам српских краљева  појавити усред Будишина и опрати српску срамоту”.
У песми Х. Зејлера „Лужичкосрпској Лужици“ („Na serbsku Łužicu”, 1827), чија скраћена варијанта касније постала лужичкосрпска химна („Лепа Лужица”), прича се о борби лужичкосрпских предака и о брду Хромадник (код брда Чорнебох). У другим песмама Зејлер пише о могућем повратку краљева. У песмама Ј. Барта Ћишинског брдо Лубин се појављује неколико пута: на пример, у песми „Lubinska sonina” (књига „Светлост одозго”). М. Новак-Нехорњски написао је неколико слика састанка краљева. Д. Кобјела је створио балетну оперу „Фантазија на Лубину” (1998).
- „Седам лужичкосрпских краљева на Лубину”. М. Новак-Нехорњски (1929)
- Брдо Тромберг (Лубин)
- Стене на врху Тромберга